# Seestraße 4 (Stralsund)

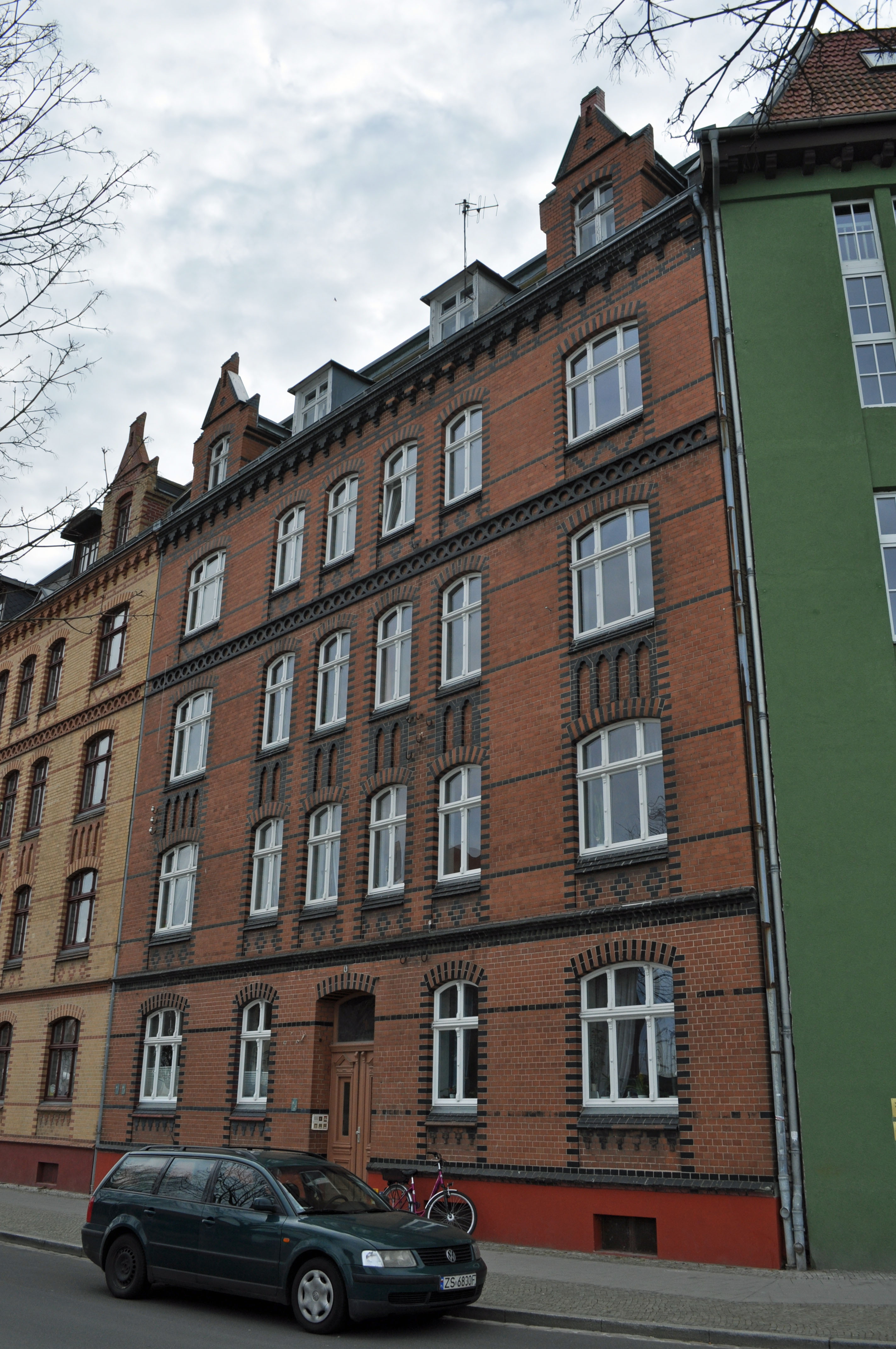
Das Haus Seestraße 4 in Stralsund (2012)

Das Haus mit der postalischen Adresse Seestraße 4 ist ein denkmalgeschütztes Gebäude in der Hansestadt Stralsund in der Seestraße.
Das viergeschossige, sechsachsige Haus wurde wie das benachbarte Haus Seestraße 3 im Jahr 1905 errichtet und ist fast identisch gestaltet.
Die Fassade ist in rotem Backstein ausgeführt und weist eine gotisierende Formensprache auf. Mit schwarzen Backsteinen sind Friese, Bänderungen, Fensterfassungen und das Konsolgesims gestaltet. Die beiden äußeren Achsen werden durch breitere Segmentbogen und durch Zwerchhäuser betont. Zwei blendengegliederte Brüstungsfelder verbinden das erste und zweite Obergeschoss optisch.
Das Haus liegt im Kerngebiet des von der UNESCO als Weltkulturerbe anerkannten Stadtgebietes des Kulturgutes „Historische Altstädte Stralsund und Wismar“. In die Liste der Baudenkmale in Stralsund ist es mit der Nummer 697 eingetragen.
Das Haus wird als Wohnhaus genutzt.